# Bayerische EP 3
Die Bayerische EP 3 war eine elektrische Personenzuglokomotivbaureihe der Königlich Bayerischen Staatseisenbahnen, speziell für den Einsatz auf den Strecken Freilassing–Bad Reichenhall und Bad Reichenhall–Berchtesgaden.

## Geschichte
Die Verbindung Salzburg–Berchtesgaden wurde ab 1914 elektrifiziert. Die Königlich Bayerischen Staatseisenbahnen wollten damit den elektrischen Zugbetrieb erproben. Am 20. Oktober 1912 wurden dazu zwölf Probelokomotiven bestellt, darunter auch die vier Maschinen der Gattung EP 3 (ursprüngliche Bezeichnung EP 3/6), deren mechanischer Fahrzeugteil von der Münchner Lokomotivfabrik Krauss & Comp. und deren elektrischer Teil von den Siemens-Schuckertwerken geliefert wurde.
Die Lokomotiven standen bei Betriebseröffnung der Strecke im April 1914 noch nicht zur Verfügung. Die EP 3/6 20101 wurde erst am 27. Mai des gleichen Jahres in Dienst gestellt. Die drei weiteren Maschinen kamen erst zwischen 14. April 1915 bis 29. Oktober 1915 zum Bahnbetriebswerk Freilassing. Vom 3. August 1914 bis zum 23. April 1916 war der Probebetrieb eingestellt.
Einer der Einsatz-Höhepunkte der EP 3/6 war schon am 15. September 1916 die erstmalige Beförderung des königlichen Hofzuges mit elektrischer Traktion und der EP 3/6 20101.
Ab 1926 wurden die vier Loks als E 36 01 bis E 36 04 bezeichnet. Sie wurden bis 1927 fast ausschließlich vor Personenzügen eingesetzt, wofür sie ursprünglich mit einem Heizkessel ausgerüstet waren. Nach Einstellung des elektrischen Betriebes auf ihrer Stammstrecke infolge des 1. Weltkrieges wurden den Lokomotiven die Heizkessel ausgebaut und die Loks für Lazarettzüge verwendet. Als 1916 der elektrische Betrieb wiederaufgenommen wurde, stellte man im Winter den Zügen eine mit einem Heizer besetzte Bayerische Pt 2/3 bei.
Die Fahrzeuge waren beim Personal wegen ihrer guten Laufeigenschaften sehr geschätzt, doch machte sich die geringe Leistung im Betrieb immer unangenehmer bemerkbar. Am 1. Mai 1927 wurden sie von ihrer bisherigen Stammstrecke verdrängt und zum Bahnbetriebswerk München Hbf umbeheimatet, da sie den Anforderungen der gestiegenen Zuglasten nicht mehr gewachsen waren. Von dort wurden sie gegen Ende der 1930er Jahre zum Bw Garmisch umbeheimatet, wo sie bis zur Ausmusterung zusammen mit den E 62 auf der Strecke Garmisch–Reutte vor Personenzügen eingesetzt wurden.,

## Technische Merkmale

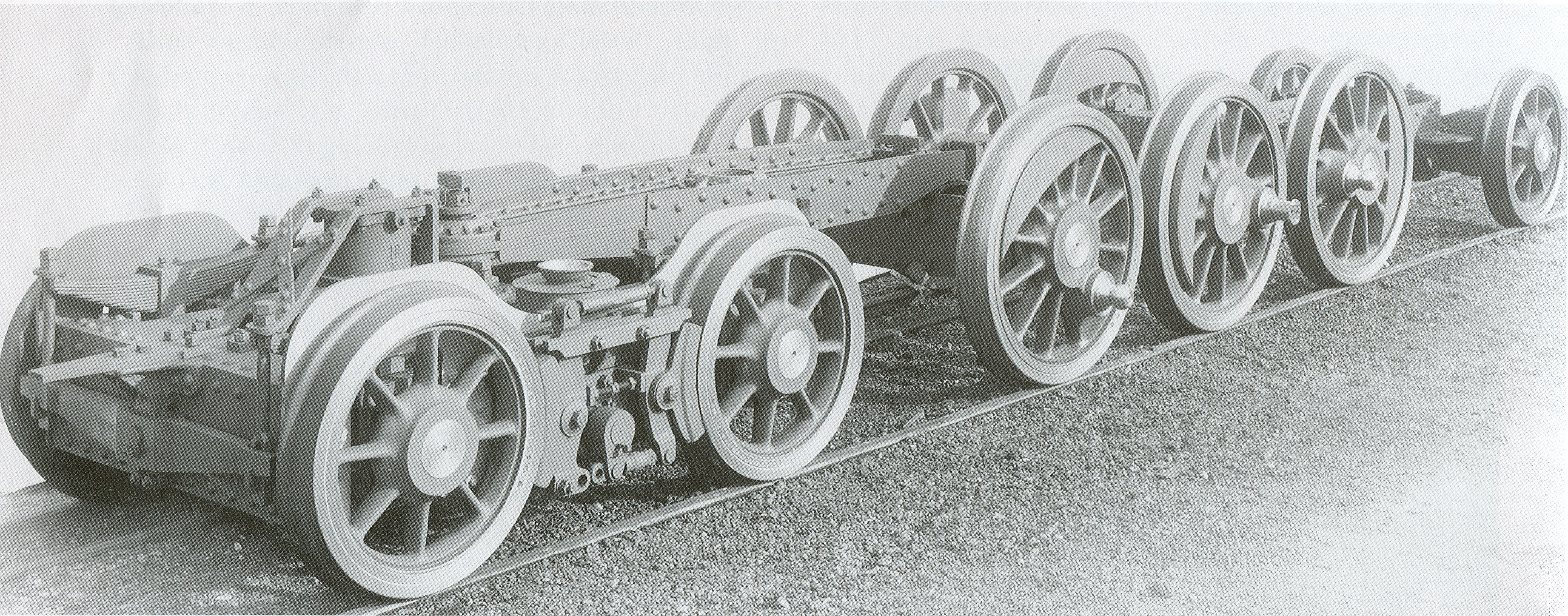
Achsgruppe der E 36 mit vorderem Krauss-Lotter-Gestell auf einer Werksfotografie von Krauss-Maffei

Die mit einem Schrägstangenantrieb ausgerüsteten Lokomotiven besaßen keinen festen Achsstand. Sie waren vorn mit einem Krauss-Helmholtz- und hinten mit einem Krauss-Lotter-Gestell zur Anlenkung der Treibachsen ausgerüstet. Die mittlere Kuppelachse der Lok war fest im Rahmen gelagert und besaß um 15 mm geschwächte Radreifen, das Krauss-Helmholtz-Lenkgestell war ±25 mm seitenverschiebbar gestaltet. Das Krauss-Lotter-Gestell besaß eine Seitenverschiebung von ±28 mm bei der Kuppelachse und ±34,4 mm beim Drehgestell. Diese Radsatzanordnung ohne festen Radstand ermöglichte einen stoß- und schlingerarmen Lauf, eine Grundvoraussetzung für die kurvenreiche Strecke. Die asymmetrische Anordnung der Stromabnehmer war charakteristisch für die Lokomotive und durch den Einbau eines Dampf-Heizkessels für die Zugheizung bedingt. Der Heizkessel wurden - wie schon weiter oben berichtet - kurze Zeit nach Inbetriebnahme ausgebaut.
Die Lokomotive besaß einen Innenrahmen mit kräftigen Stahlblechseitenwangen. Diese wurden durch die Pufferbohlen, das Gussstück für die Motorlagerung und verschiedene andere Querträger wie die Halterung für den Transformator versteift. Der auf dem Rahmen aufgenietete Lokkasten bestand aus einem Profilstahlgerippe mit Stahlblechverkleidung. In jeder Stirnwand befand sich eine mittlere Übergangstür, wie bei Lokomotiven der Königlich Bayerischen Staatseisenbahnen Standard. Das Dach war im Bereich der Stromabnehmer abnehmbar. Die Führerstände waren innen mit Holz ausgekleidet. Charakteristisch für die Lokomotiven waren ihre abgerundeten oberen Enden der Stirnwandfenster.
Für die Stromzuführung dienten die Stromabnehmer und der in der Hochspannungskammer in Öl gelagerte Hauptschalter. Der Haupttransformator war ebenfalls ölgekühlt und hatte auf seiner Sekundärseite elf Anzapfungen für die Motorsteuerung. Für die Hilfsbetriebe und die Steuerung war im Trafo eine Hilfswicklung vorhanden, die später auch für die nachträglich eingebaute elektrische Heizung verwendet wurde. Der Fahrmotor war ein zwanzigpoliger Einphasen-Reihenschlussmotor mit Kompensations- und Wendepolwicklungen. Die Speisung der Wendepolwicklungen geschah von den Zusatzwicklungen des Haupttransformators. Die Steuerung der Lokomotive wurde mit einer elektromagnetischen Schützensteuerung in zehn Fahrstufen durchgeführt. Der Umschaltung der Fahrtrichtung geschah mit elektropneumatischen Schützen.

## Ausmusterung und Verbleib

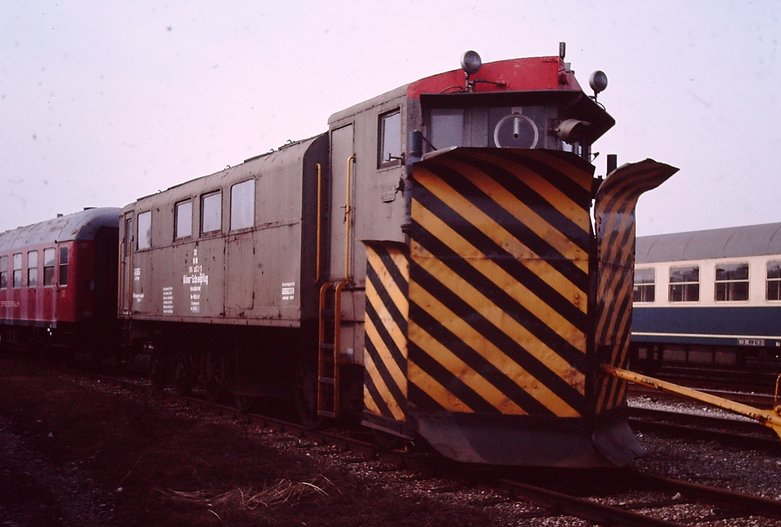
Aus E 36 umgebauter Klima-Schneepflug

Die E 36 01 und E 36 02 wurden schon im Herbst 1941 ausgemustert, die E 36 03 folgte am 4. Mai 1942. Als letzte wurde die E 36 04 am 24. September 1943 z-gestellt. Die E 36 02 und E 36 04 wurden von Henschel zu Klima-Schneepflügen mit den Nummern Mü 6453 und Mü 6452 umgebaut. Der Mü 6453 wurde 1979 in Mühldorf als 974 3032 ausgemustert. Zu diesem Zeitpunkt war der Mü 6452 (974 3027) noch in Ingolstadt. Beide Schneepflüge kamen in das Ausbesserungswerk München-Freimann. Der 974 3027, die ehemalige E 36 04, wurde 1983 verschrottet. Der zweite Schneepflug wurde 1986 an das Bayrische Eisenbahnmuseum in Nördlingen verkauft.